# Liste des sites Ramsar aux Kiribati
Cet article recense les zones humides des Kiribati concernées par la convention de Ramsar.

## Statistiques
La convention de Ramsar est entrée en vigueur aux Kiribati le 3 août 2013.
En janvier 2020, le pays compte 1 site Ramsar, couvrant une superficie de 10,33 km2.

## Liste
| Site              | Localité    | Notes | Date        | Superficie (km²) | Altitude (m) | Identifiant Ramsar | Identifiant WDPA | Coordonnées                       | Photo |
| ----------------- | ----------- | ----- | ----------- | ---------------- | ------------ | ------------------ | ---------------- | --------------------------------- | ----- |
| Nooto-Tarawa-Nord | Tarawa-Nord |       | 4 mars 2013 | 10,33            | 3            | 2143               | 555624127        | 1° 31′ 08″ nord, 173° 00′ 07″ est |       |